# 七瀬カイ
七瀬 カイ（ななせかい、1952年 - ）は、大分県出身の漫画家。
手塚治虫に師事。
手塚プロダクションのチーフアシスタントを経て独立。

## 作品リスト
- ジェッターマルス（原作：手塚治虫、テレビマガジン 1977年6月号 - 10月号）
- 手塚プロ騒動記（リリカ ）ひゃくた保孝（やまだ三平）、わたべじゅん（わたべ淳）、ふくた啓子（石坂啓）との共筆
- 道元の生涯（原作：ひろさちや、鈴木出版仏教コミックス）
- 世界の歴史5000年（学研のまるごとシリーズ）
- まんがで学ぶNHK世界四大文明
- 第三の波（原作：アルビン・トフラー）